# Vogelgrun
Vogelgrun é uma comuna francesa na região administrativa de Grande Leste, no departamento Alto Reno. Estende-se por uma área de 5 km². Em 2010 a comuna tinha 652 habitantes (densidade: 130,4 hab./km²).